# Fotoserie

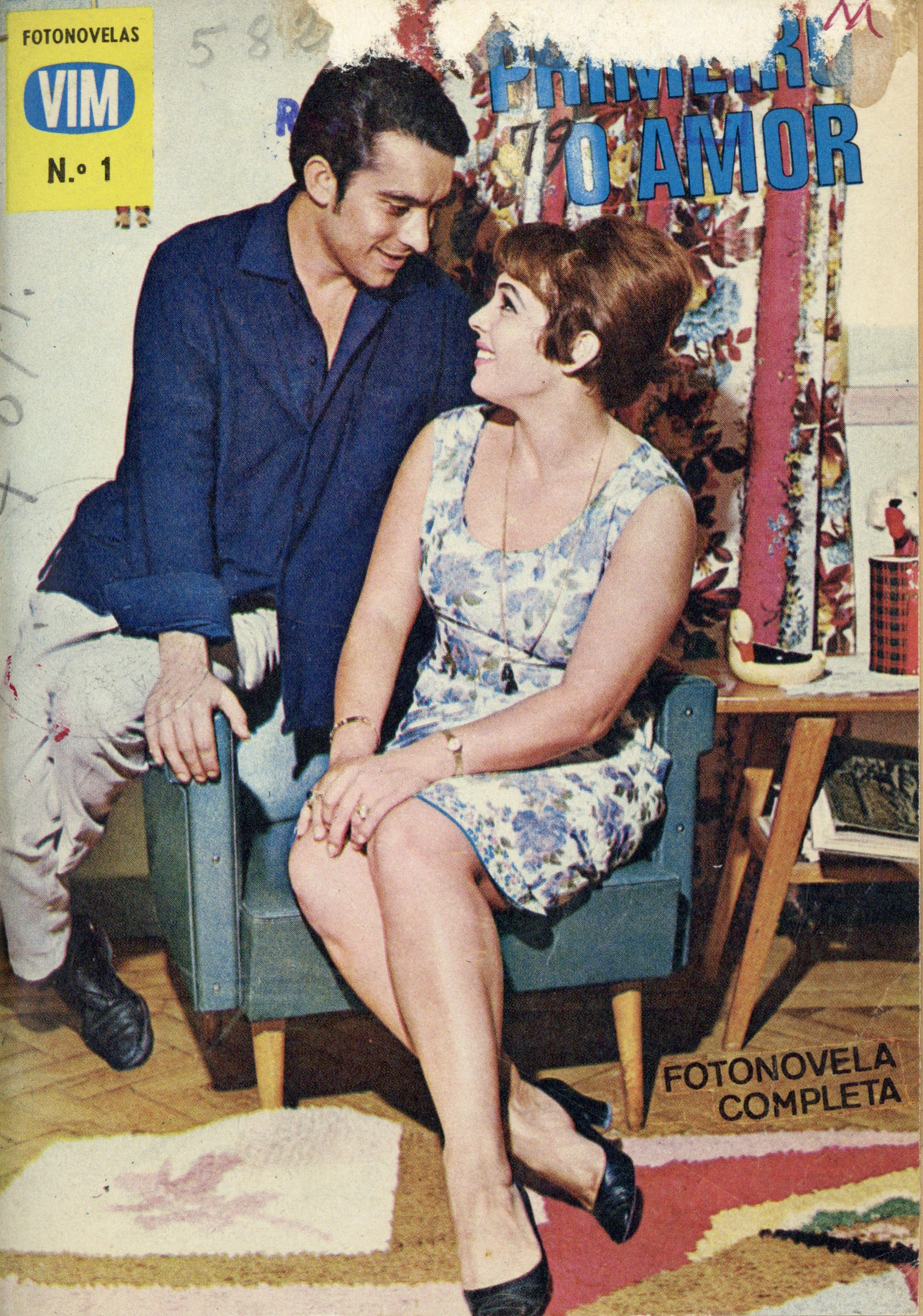
Framsidan på en portugisisk fotoserietidning, 1961.

Fotoserie är en bildberättelse i serieform, där fotografier används istället för teckningar. Alternativt kan det syfta på sammanställning eller utställning av en mängd foton i ett visst ämne. 
Fotoserier har under delar av 1900-talet varit en väl spridd uttrycksform i både Italien och olika latinamerikanska länder (spanska: fotonovela). I bland annat Argentina var produktionen av fotoserier en stor del av medieindustrin under främst 1940- till 1960-talet; innehållet var ofta romantikberättelser. I Sverige publicerades ett antal fotoserier i 1960-talstidningen Hjälp!.
I en berättelse av typen fotoserie är ofta texten inplacerad i pratbubblor. Annars finns vissa formella likheter med de bildberättelser med beledsagande texter och repliker som under främst 1900-talet publicerats i olika pornografiska tidskrifter. Likheten i bildberättande har ibland förstärkts genom användande av pratbubblor, något som tidvis gjorts i bland annat tidningen Private.
Bland fotokonstnärer som använt fotoserier av något slag som uttrycksmedel finns Maria Friberg, Erwin Wurm och Miyako Ishiuchi.